# Джон Макдоналд (журналист)
Джон М. Макдоналд (на английски: John M. MacDonald) е британски журналист и писател.

## Биография
Роден е в Шотландия.
По време на Горноджумайското въстание от есента на 1902 година отразява потушаването на въстанието и отношението на османските власти към българските бежанци за вестник „Дейли Нюз“. Той прави подробна анкета на положението в няколко околии. Жестокостите на турските власти предизвикват реакция сред европейската общественост и заставят Великите сили да се намесят.
Джон М. Макдоналд се включва в Балканския комитет в Лондон и през лятото на 1903 година участва в масовите протести във Великобритания и осъждането на Османската империя при потушаването на Илинденско-Преображенското въстание.

Според него целите на Илинденско-Преображенското въстание остават неразбрани в Англия: 
| „ | В Англия има много хора, които гледат на македонското въстание като борба за господство на един-единствен народ – българския. Това е крайно погрешно мнение и много злонамерено. „Ние се борим за равни права за потиснатия турчин и грък, а така също и за самите себе си“, са ми казвали много македонски комити. Под „автономия“ въстаническите водачи разбират равенство за всички народи и религии. И те смятат, че това „равенство“ може да бъде постигнато само с „намесата на Европа“, което за тях означава нещо доста различно от намесата на двете военни монархии Русия и Австрия. Автономия чрез европейска намеса предполага: 1) „назначаването на християнски генерал-губернатор, който при изпълнение на задълженията си да бъде независим от Високата порта“; 2) „установяването на постоянен международен контрол“. Такова е решението, застъпено в последния революционен манифест. | “ |

Автор е на книгата „Цар Фердинанд и неговият народ“ (Czar Ferdinand and his people, 1913).